# Takeshita Shizunojo
Takeshita Shizunojo (jap. 竹下 しづの女; * 19. März 1887 in Yukuhashi; † 3. August 1951 in Fukuoka), eigentlich Takeshita Shizuno (竹下 静廼), war eine japanische Haiku-Dichterin der Vorkriegszeit.

## Leben
Takeshita Shizunojo wurde am 19. März 1887 als erste Tochter des Dorfschulzen Takeshita Hōkichi (竹下 宝吉) und dessen Frau Fuji (フジ) im Dorf Hieda (heute ein Teil der Stadt Yukuhashi), Präfektur Fukuoka geboren.
Aufgrund der Stellung ihres Vaters erhielt sie eine gute Erziehung. 1903, 16-jährig, besuchte sie die pädagogische Frauenlehranstalt in Fukuoka und wurde dort von Suematsu Bōyasu (末松 房泰) in Prosa-Literatur, japanischen Waka und chinesischer Dichtung unterwiesen.
Nach ihrem Abschluss wurde sie nach Station an der Kubo-Grundschule in der Provinz Miyako und der Hieda-Grundschule schließlich an der Kokura-Pädagogikschule Hilfslehrerin.
Im Jahre 1912, als sie 25 Jahre alt war, heiratete sie Mizuguchi Hanzō (水口 伴蔵), der zugleich in die Familie Takeshita aufgenommen wurde, und zog nach Fukuoka, wo ihr Mann Hanzō an der Landwirtschaftsschule als Lehrer beschäftigt war. Sie schenkte fünf Kindern, zwei Söhnen und drei Töchtern, das Leben.
1919, als sie 32 Jahre alt war, begann sie, Haiku zu schreiben, und wurde von Yoshioka Zenjidō (吉岡 禅寺洞), dem Herausgeber der Zeitschrift Amanogawa (天の川, dt. „Milchstraße“, wörtl. „Himmelsfluss“) unterwiesen. Später wurde sie die Schülerin von Takahama Kyoshi und als neues Mitglied im Kreis der Haiku-Zeitschrift Hototogisu vorgeschlagen und aufgenommen.
1933, als Shizunojo 46 Jahre alt war, verstarb Hanzō plötzlich an einer Gehirnblutung, woraufhin sie ihre Kinder als Bibliothekarin in der Präfekturbibliothek versorgte. Nach dem Verlust ihres Mannes widmete sie sich mehr noch als zuvor der Haiku-Dichtung.
1937 leitete sie die von ihrem ältesten Sohn Yoshinobu (吉信) während dessen Schulzeit ins Leben gerufene Zeitschrift Seisōken (成層圏, dt. „Stratosphäre“). Später nahm auch Nakamura Kusatao an der Leitung der Zeitschrift teil, die Kaneko Tōta und andere große Talente auf den Weg brachte.
Im 14. August 1945, als der Zweite Weltkrieg auch für Kaiserreich Japan mit einer Niederlage endete, starb Yoshinobu im jungen Alter von 31 Jahren an Tuberkulose. Shizunojo war zu diesem Zeitpunkt 58 Jahre alt.
Zudem verlor sie einen großen Teil der Felder, die sie von ihrem Großvater geerbt hatte, durch Bodenreformen. Um das noch verbleibende Land, das etwa fünf Hektar umfasste, zu bewahren, errichtete sie eine kleine Hütte auf dem Feld und widmete sich dem Reisanbau. Den geernteten Reis sandte sie ihren Kindern nach Fukuoka und kümmerte sich zugleich um ihre altersschwache Mutter.
1949 begann sie, die Haiku-Gemeinschaft der Universität Kyūshū zu leiten, eine Tätigkeit, die sie bis zuletzt fortführte. Sie starb am 3. August 1951, 64 Jahre alt, im Universitätskrankenhaus von Kyūshū infolge der Verschlechterung einer Nierenkrankheit, das der sie bereits lange Jahre gelitten hatte.
Ihre letzte Ruhe fand sie bei ihrem Ehemann und ihrem ältesten Sohn. Auf dem Grabstein sind die Worte Ryokuin ya (緑陰や, dt. „Oh, der Schatten des Grüns“) zu lesen.